# Organisation territoriale de l'Irlande (pays)
Cet article concerne l'État d'Irlande indépendant. Pour l'île d'Irlande dans sa globalité, voir Histoire de l'organisation territoriale de l'Irlande. Pour l'Irlande du Nord, voir Organisation territoriale de l'Irlande du Nord.
L’organisation territoriale de l'Irlande est la répartition du territoire de l'Irlande selon quatre échelons principaux : les régions statistiques, les autorités régionales, les comtés et villes et les divisions électorales.
Le premier niveau de la nomenclature d'unités territoriales statistiques (NUTS) n'est pas utilisé en Irlande (il existe une seule subdivision comprenant l'État entier).

## NUTS

### Régions statistiques
Les régions statistiques sont au nombre de deux. Elles furent créées à la suite de négociation avec l'Union européenne. Elles représentent le second niveau de NUTS en Irlande.

### Autorités régionales
Les autorités régionales sont au nombre de huit. Elles forment le troisième niveau de NUTS en Irlande.

## Comtés et villes
Elles correspondent au premier niveau des unités administratives locales (LAU 1).

## Division électorale
Il s'agit de la subdivision de base de l'Irlande. Elles sont au nombre 3 440. Elles correspondent au second niveau des unités administratives locales (LAU 2).